# Доннер, Олли
Олли Доннер (швед. Olly Donner, в девичестве Ольга Николаевна Синебрюхова швед. Olga / Olly Nicolaisdotter Sinebrychoff; 28 сентября 1881, Гельсингфорс — 22 сентября 1956, Арлесхайм, Базель-Ланд) — финская писательница русского происхождения, писавшая на шведском и французском языках.

## Биография
Родилась 28 сентября 1881 года в Гельсингфорсе в семье Николая Синебрюхова и Анны Норденстан.
В 1900 году вышла замуж за Уно Доннера, основателя Антропософского общества Финляндии. Всё своё книжное собрание пара завещала шведской академии Або в городе Турку. В 1959 году это крупнейшее в Финляндии собрание религиозной и религоведческой литературы легло в основу создания Доннерского института, носящего имя своих главных меценатов.
Скончалась 22 сентября 1956 года в Арлесхайме, в Швейцарии.

## Семья
- Дед — Павел Петрович Синебрюхов (1799—1883), русский пивопромышленник;
- Дядя — Павел Павлович Синебрюхов (1859—1917), владелец финской пивной корпорации Sinebrychoff и основатель коллекции европейской живописи художественного музея Синебрюхова;
- Отец — Николай Павлович Синебрюхов (17.7.1856, Гельсингфорс — 21.7.1896, Эсбу[3]);
- Мать — Анна Норденстам (9.1.1854, Гельсингфорс — 20.6.1944, Хельсинки);
- Муж — Уно Доннер[швед.] (1872—1958).